# Kostel svatého Ondřeje (Nelahozeves)
Kostel svatého Ondřeje stojí v obci Nelahozeves v okrese Mělník, patří pod správu Římskokatolické farnosti Kralupy nad Vltavou a od roku 2005 získal status filiální. Kostel je umístěn v centrální části obce poblíž železniční tratě Praha – Děčín na levém břehu Vltavy.

## Historie
Výstavba kostela proběhla v 1. polovině 14. století, ale dnešní podoba pochází až z neogotické přestavby 18.–19. století. První písemná zmínka pochází z roku 1352, kdy byl kostel farní, později se stal kostelem filiálním, v roce 1787 byl lokalií a dne 21. března 1857 byl opět povýšen na farní. Obec s kostelem a tvrzí nejdříve patřila českému knížeti a poté pražské kapitule. Od té se vlastnictví vrátilo panovníkovi. Král Jiří z Poděbrad v roce 1469 věnoval obec svému rádci Řehořovi z Heimbruku, kterému byla později zabavena. Poté se vlastnictví často střídalo. V roce 1544 obec získal Florián Gryspek z Gryspachu, který zbořil tvrz a založil nynější zámek.

## Popis exteriéru

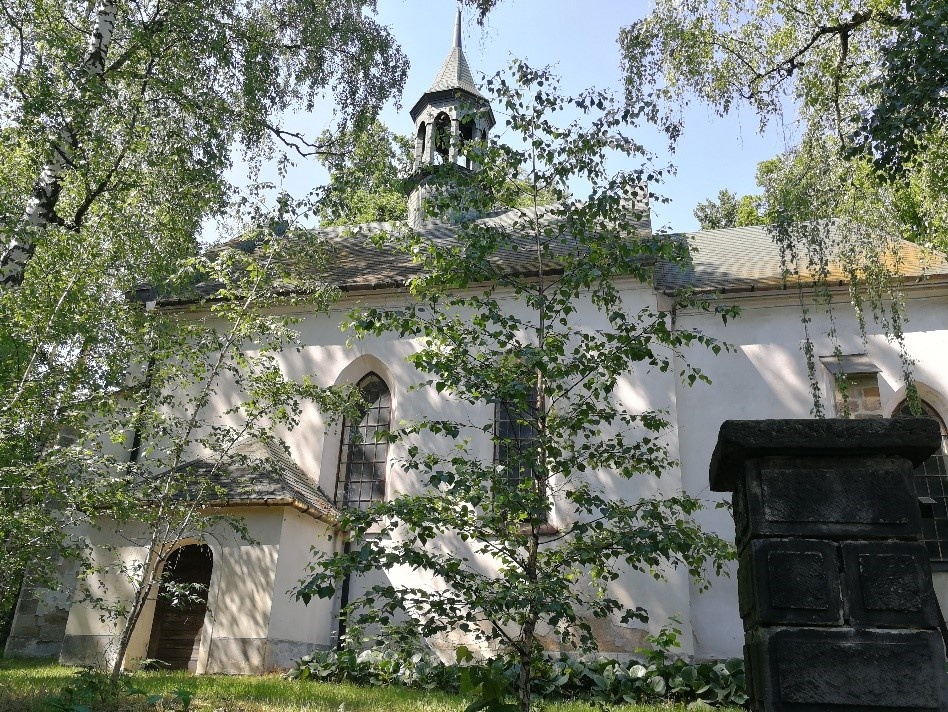
Jižní průčelí s předsíní, na hřebeni sanktusník

Obdélníkové jednolodí je zakončeno uskočeným užším presbytářem, orientovaným na východ. Presbytář je uzavřen pěti hranami osmistěnu, zvenku podporován opěráky. Na jeho severní straně je malá sakristie. Západní průčelí je ploché bez věžové zvonice, na ose je portál, nad ním jsou sdružená okna s lomeným obloukem a ve štítu se nachází drobná rozeta. Na rozích tohoto průčelí jsou šikmé podpěráky. Do kostela vedou tři portály – hlavní ze západního průčelí, druhý z předsíně, která je přistavěna k jižní straně lodi a poslední vede do sakristie. Hlavní portál je sedlového typu s nadpražní římsou. Ostění jižního vchodu je profilováno žlábkem. Vchod do sakristie je ozdoben jednoduchou šambránou. Hlavní loď osvětlují z každé strany, jižní a severní, dvě okna s mírným lomeným obloukem, další čtyři okna se nachází v presbytáři. Okna jsou bez vitráží a kružeb, ale mají šikmé špalety – nálevkovitě otevřené. Kostel je omítnut, natřen na bílo a zastřešen sedlovou střechou. Předsíň a sakristie jsou zastřešeny valbou. Pod střechami jsou okapní římsy oblounového tvaru. Na hřebeni lodi se nachází osmihranný sanktusník s jehlovou střechou, ve kterém je malý zvon používaný při mších.

## Popis interiéru
V poli presbytáře je žebrová křížová klenba, závěr je zaklenut paprsčitou klenbou. Profil žeber je klínovitý, a v místě protnutí jsou kulaté svorníky. Žebra jsou svedeny do válcových přípor na konzolách tvaru jehlanu kromě konzol mezi polem a závěrem, ty mají tvar maskaronu. Sakristie, stejně jako předsíň, je zaklenuta českou plackou a vede do ní portál s ostěním ze 16. století. Loď a presbytář jsou odděleny mírně lomeným, hladkým vítězným obloukem a také je zde použito pravidlo zvýšení presbytáře o dva stupně. Loď je zastropena dřevěným trámovým stropem s omítnutým záklopem. Z předsíně vede goticky profilovaný portál. V západní části se nachází kůr, který je podepřen štíhlými dřevěnými sloupy a vede na něj dřevěné schodiště. Podlaha je vydlážděna na koso červenou a žlutou dlažbou.

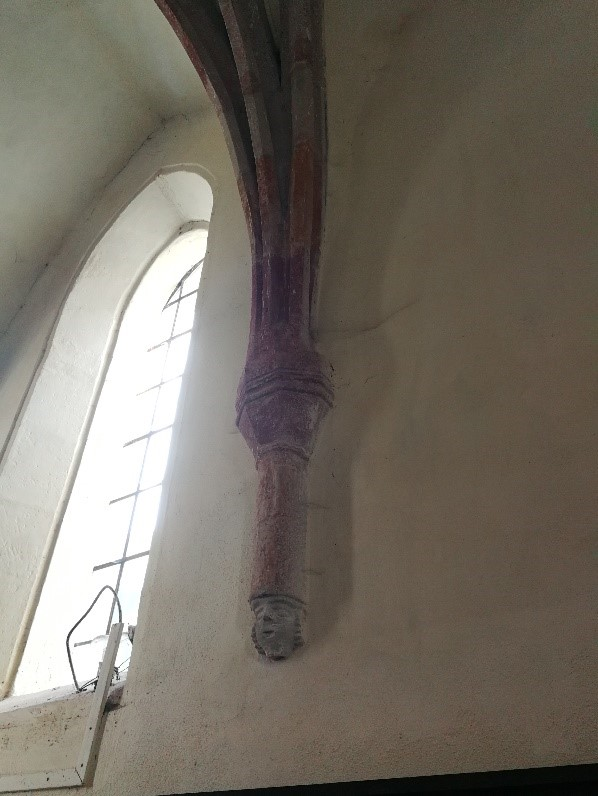
Maskaron
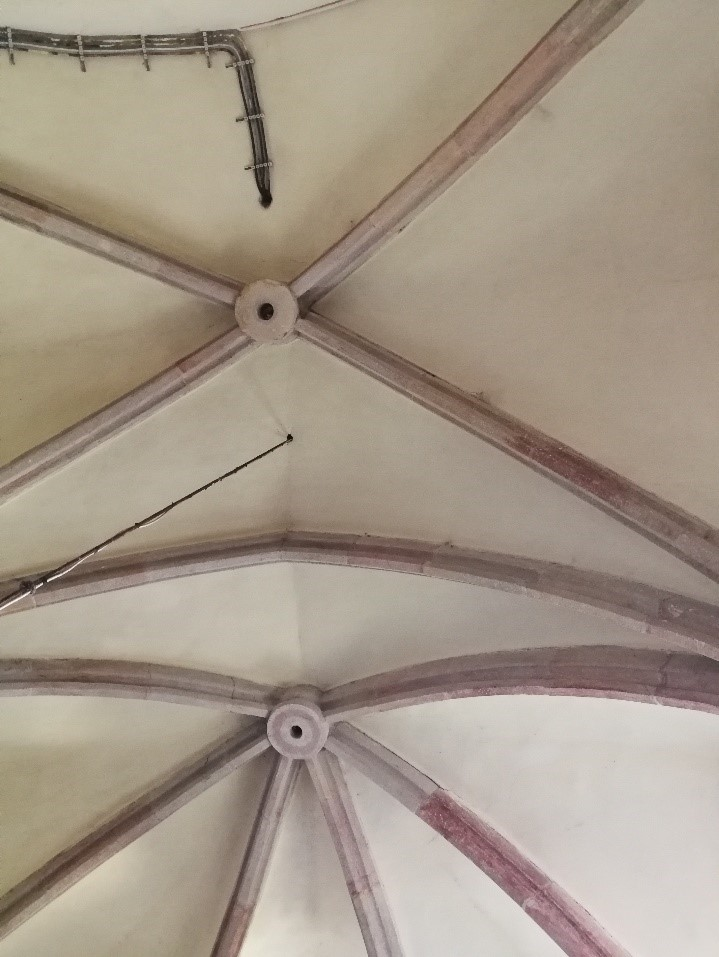
Pohled na klenbu v presbytáři
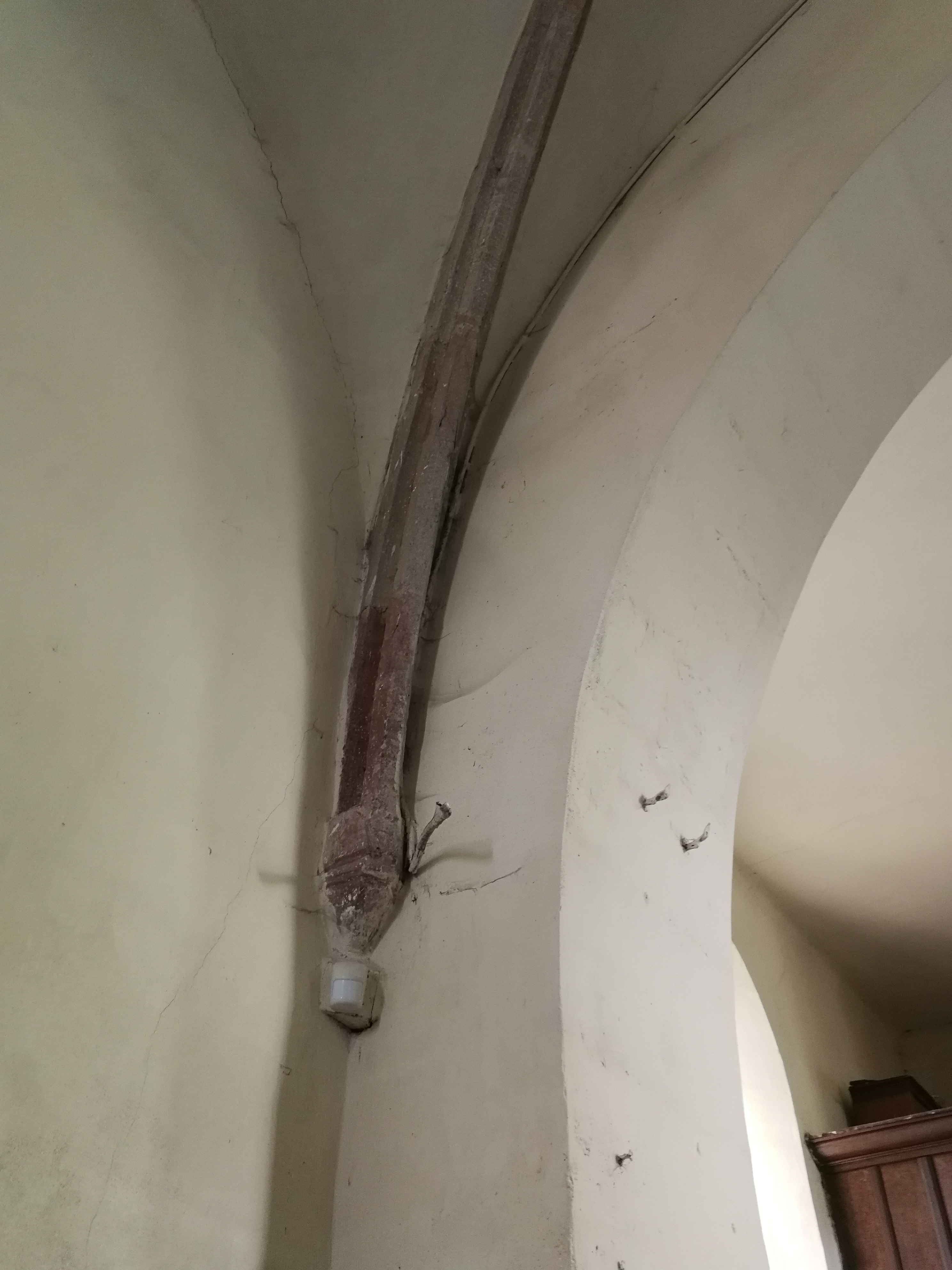
Jehlancová konzola
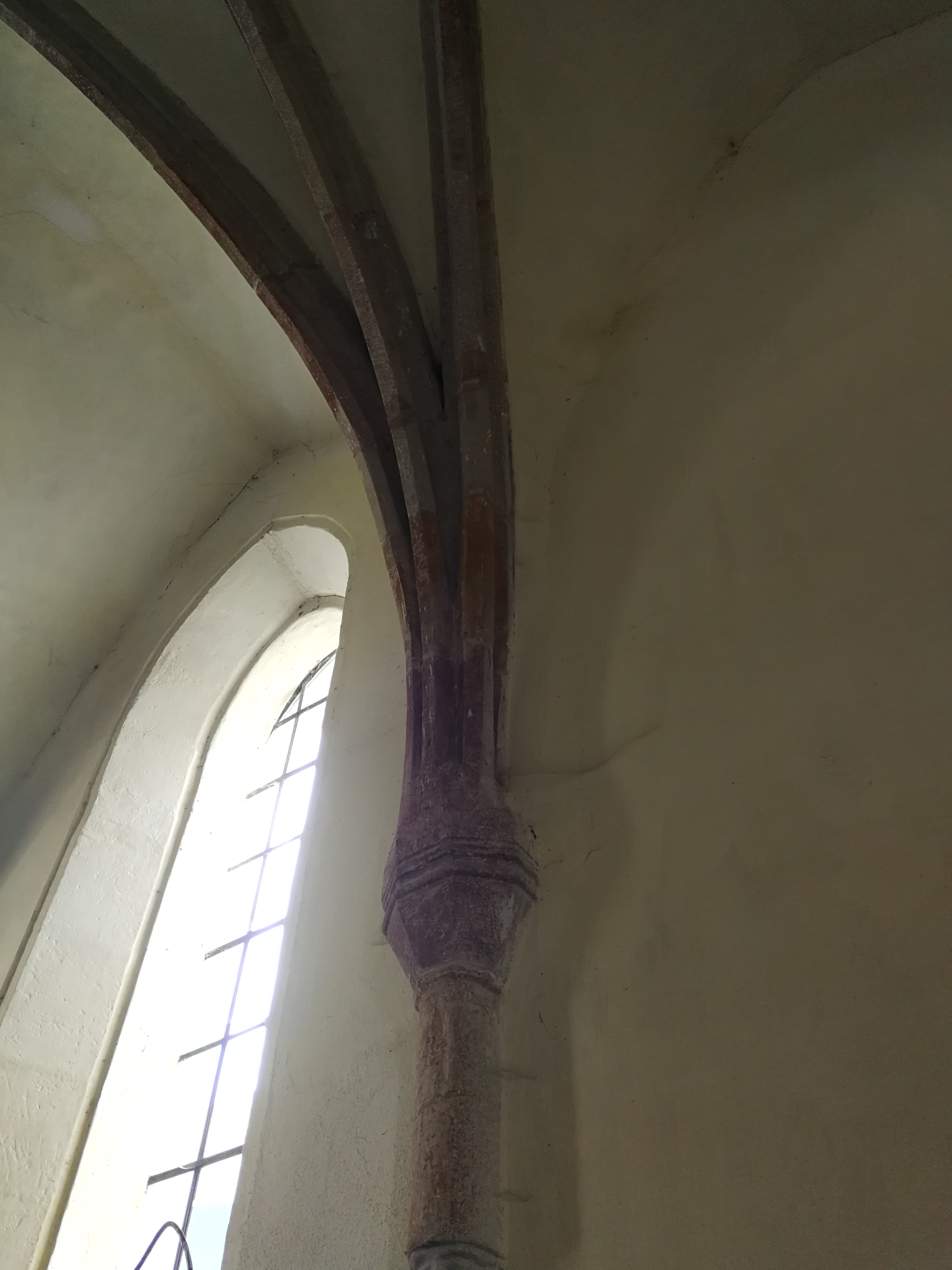
Napojení žeber na válcovou příporu

## Vybavení
V zábradlí kůru stojí varhany z roku 1881 od Karla Sniffnera. Varhany mají typické uspořádání jako mnoho dalších, které Sniffner pro Prahu a střední Čechy vyrobil. Atypické jsou ovšem v rejstříku, vesnické varhany mají obvykle čtyři rejstříky nebo méně, ale v Nelahozevsi mají rejstříků šest. Varhany během let prodělaly různé úpravy a v roce 2013 byly opraveny. Dalším vybavením je gotický kamenný nástěnný sanktuář, ozdoben lomeným obloukem a skruží. Nachází se na jižní straně presbyteria pod oknem. Hlavní oltář je z 2. čtvrtiny 18. století a obsahuje obraz, který vyobrazuje sv. Ondřeje. Na stěnách jsou dva náhrobníky, znakový z roku 1586 a figurální z roku 1613. Dále je v kostele rokoková kazatelna a kamenná barokní křtitelnice z 1. poloviny 18. století.

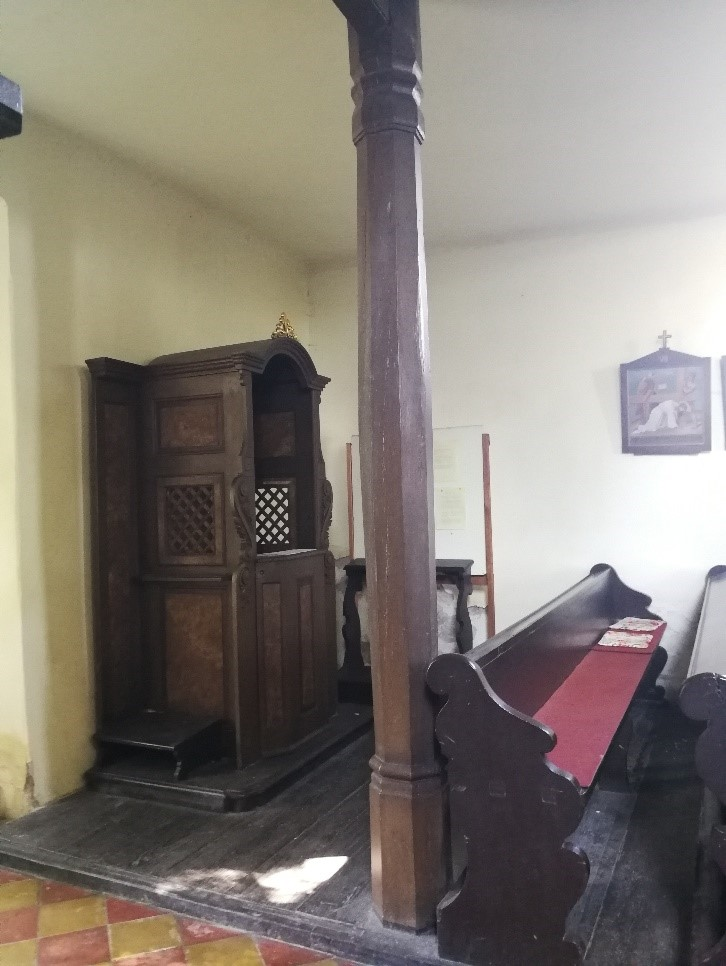
Zpovědnice
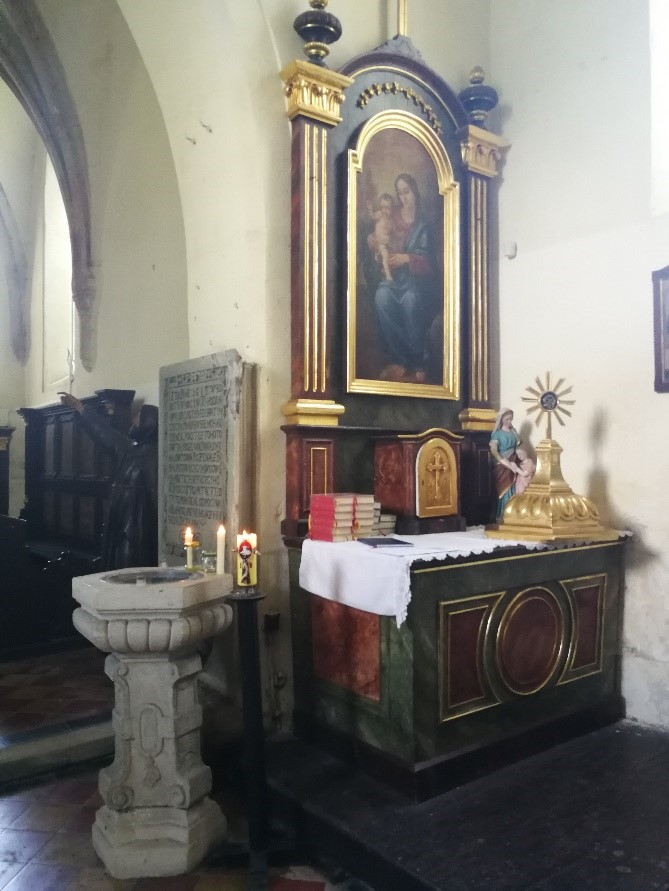
Interiér - oltář
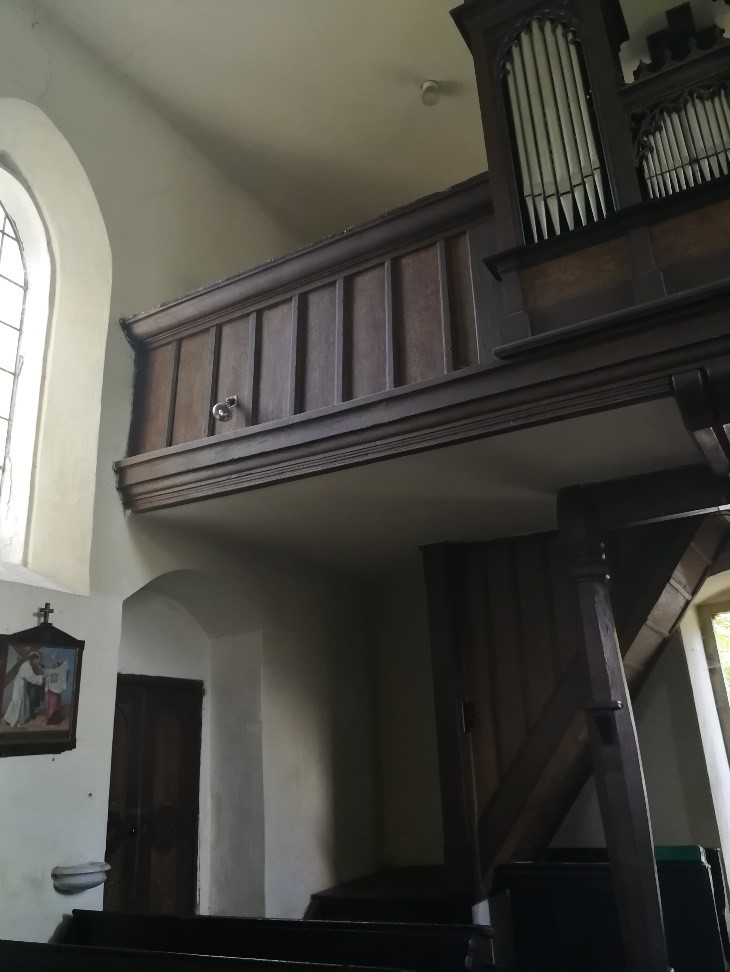
Interiér - pohled na kůr
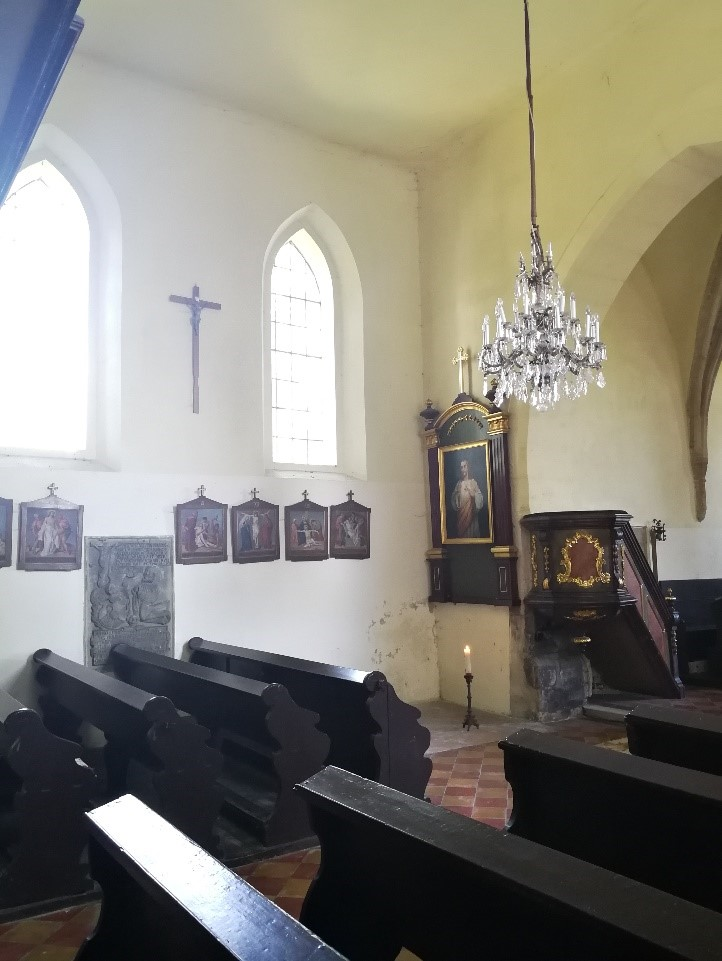
Interiér
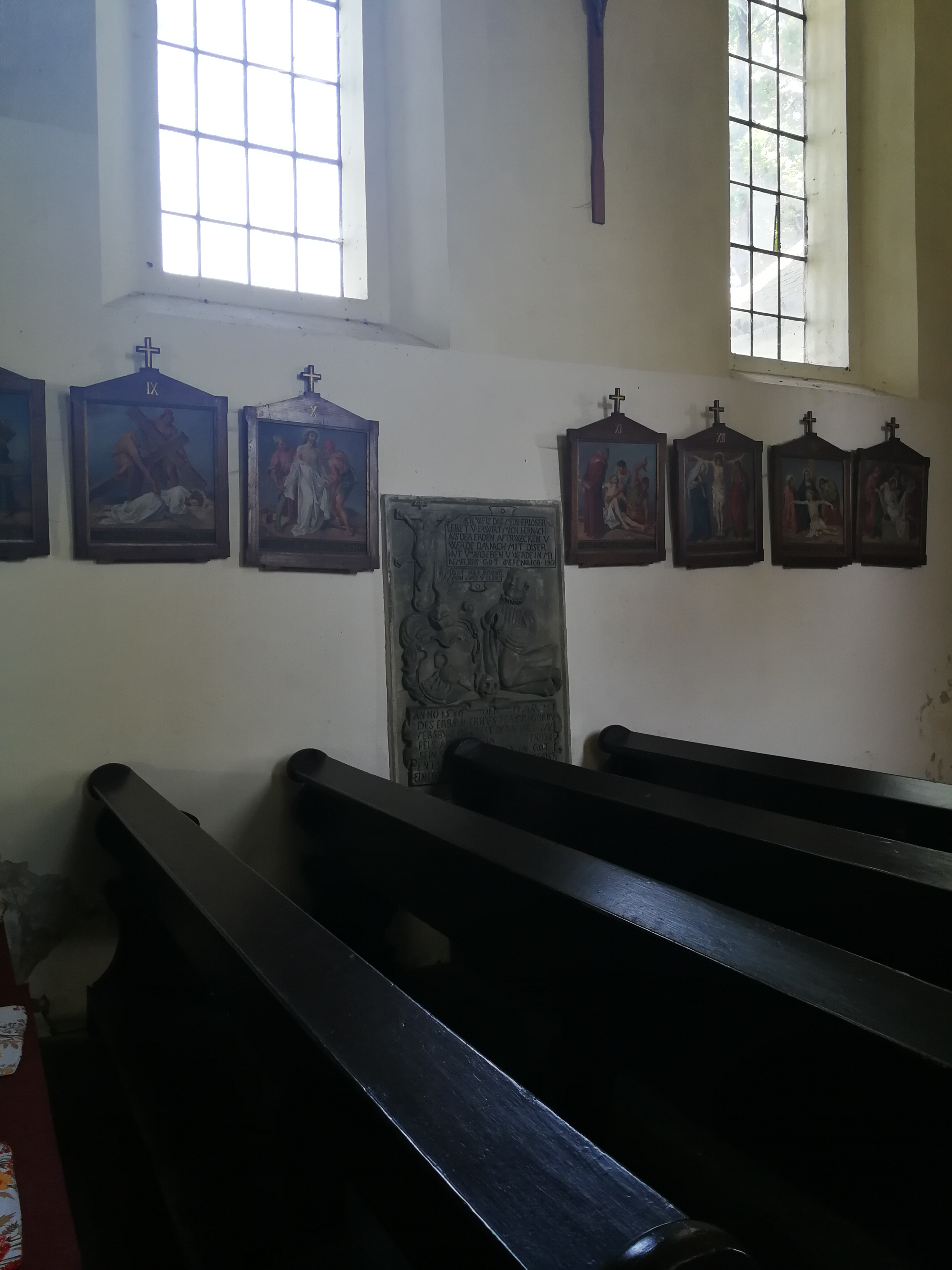
Interiér

## Zvonice
V areálu kostela na místě bývalého hřbitova stojí dřevěná zvonice vybudovaná na čtvercovém půdorysu s jehlancovou střechou. Ve zvonici se nachází dva zvony z let 1812 a 1864.

## Zajímavosti
V blízkém okolí se nachází železniční trať, renesanční zámek ze 16. století a rodný dům skladatele Antonína Dvořáka, který chodil hrát do kostela na varhany.

## Fotogalerie

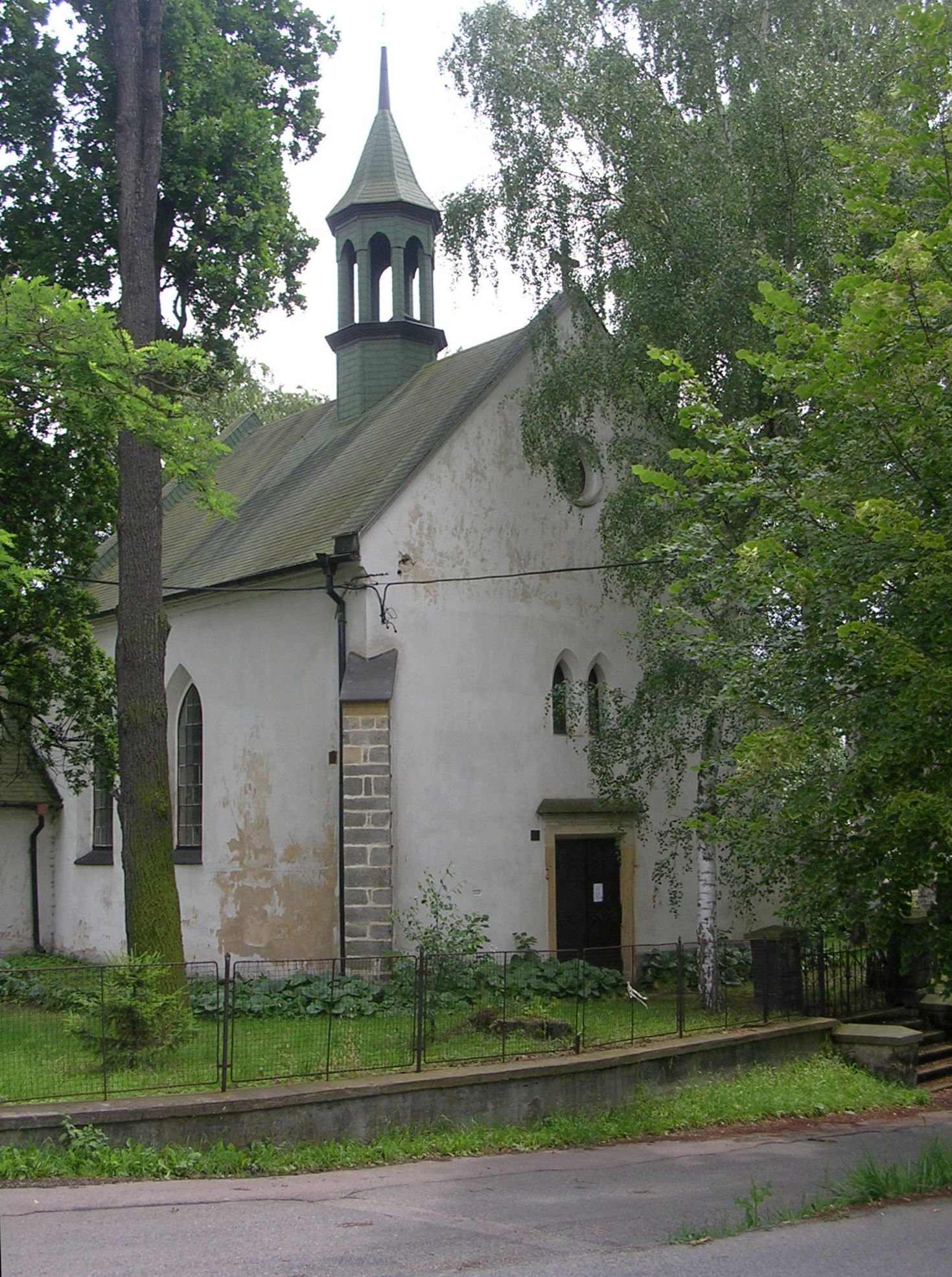
Exteriér kostela
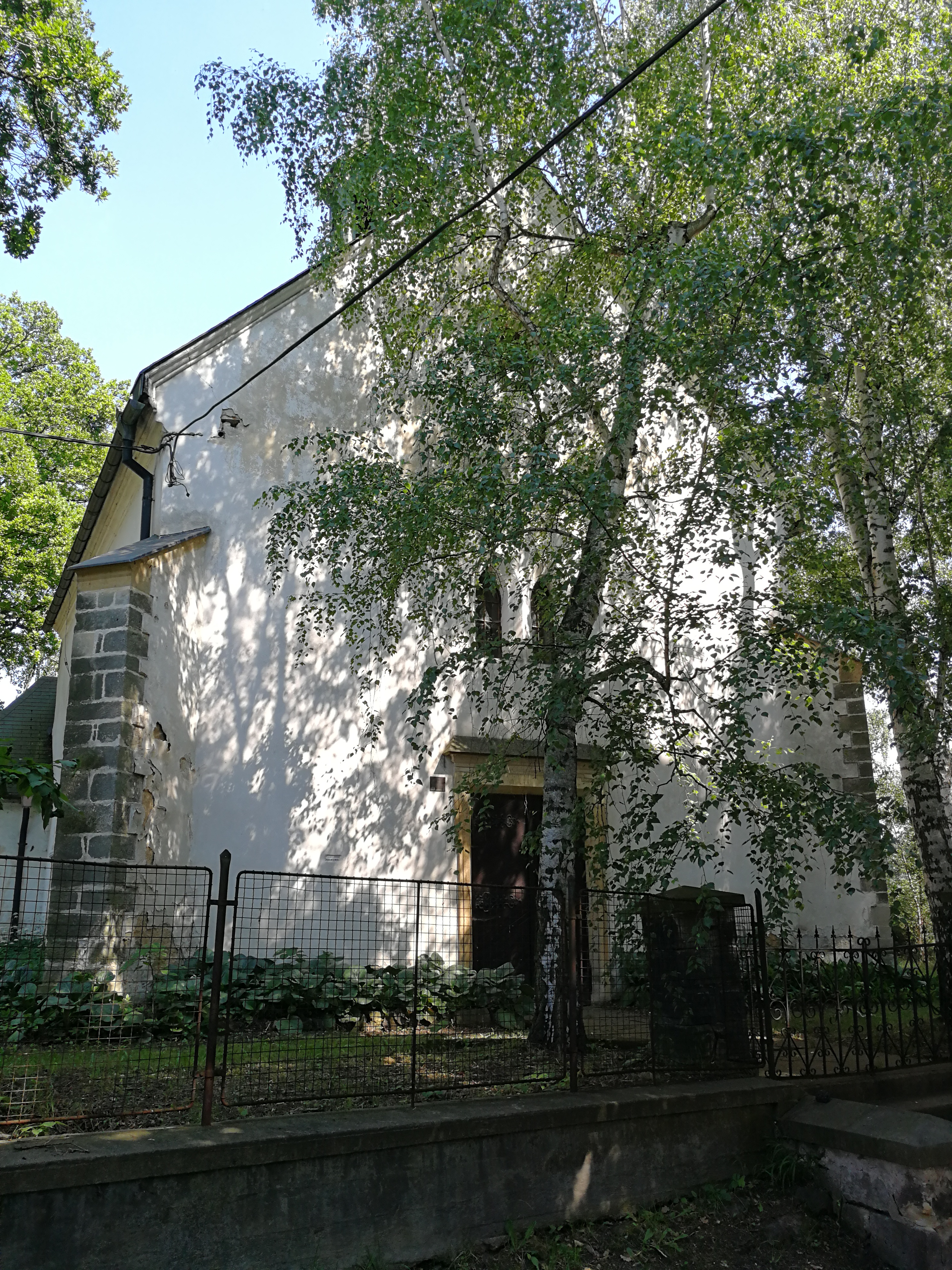
Západní průčelí
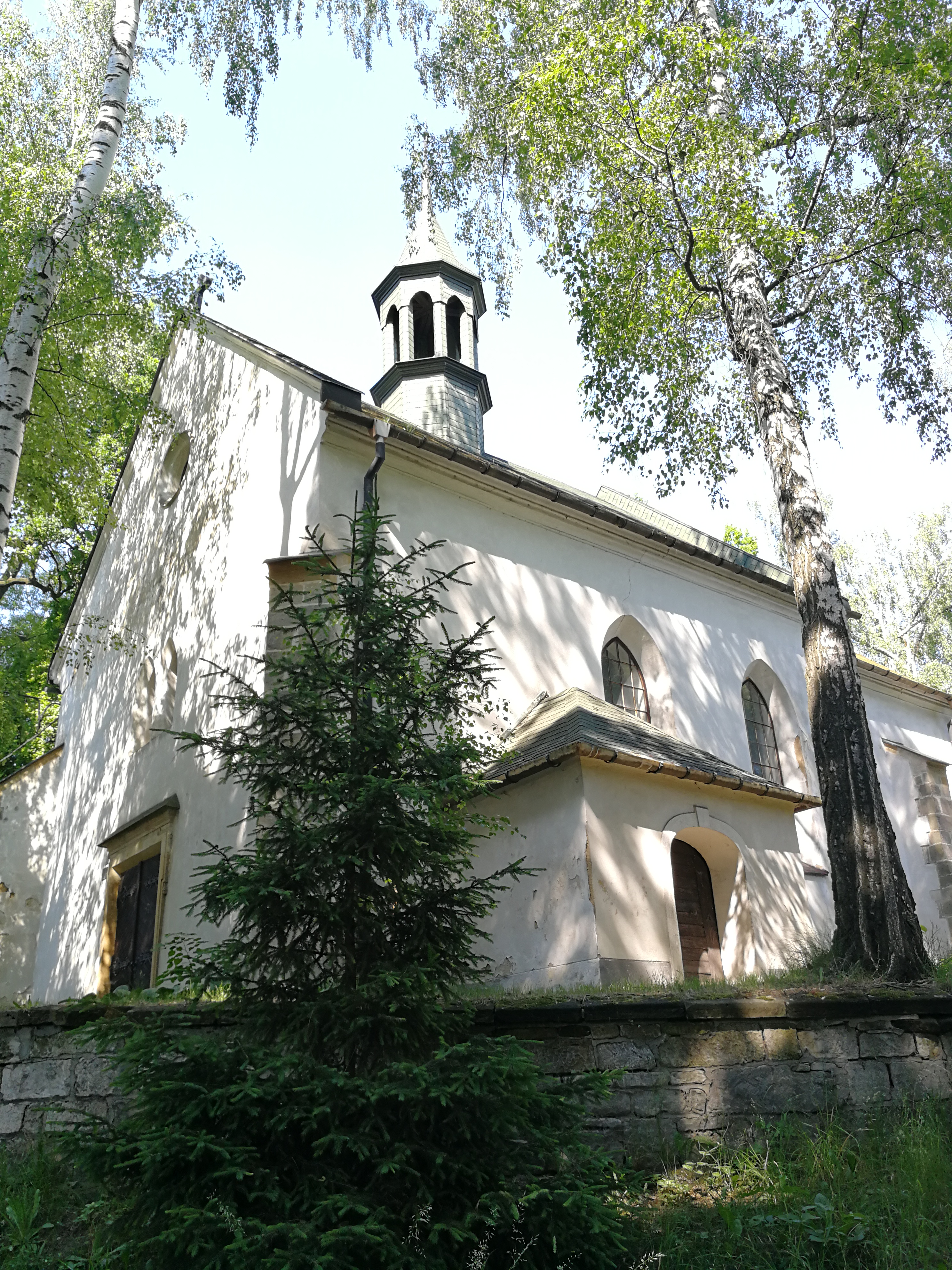
Exteriér kostela
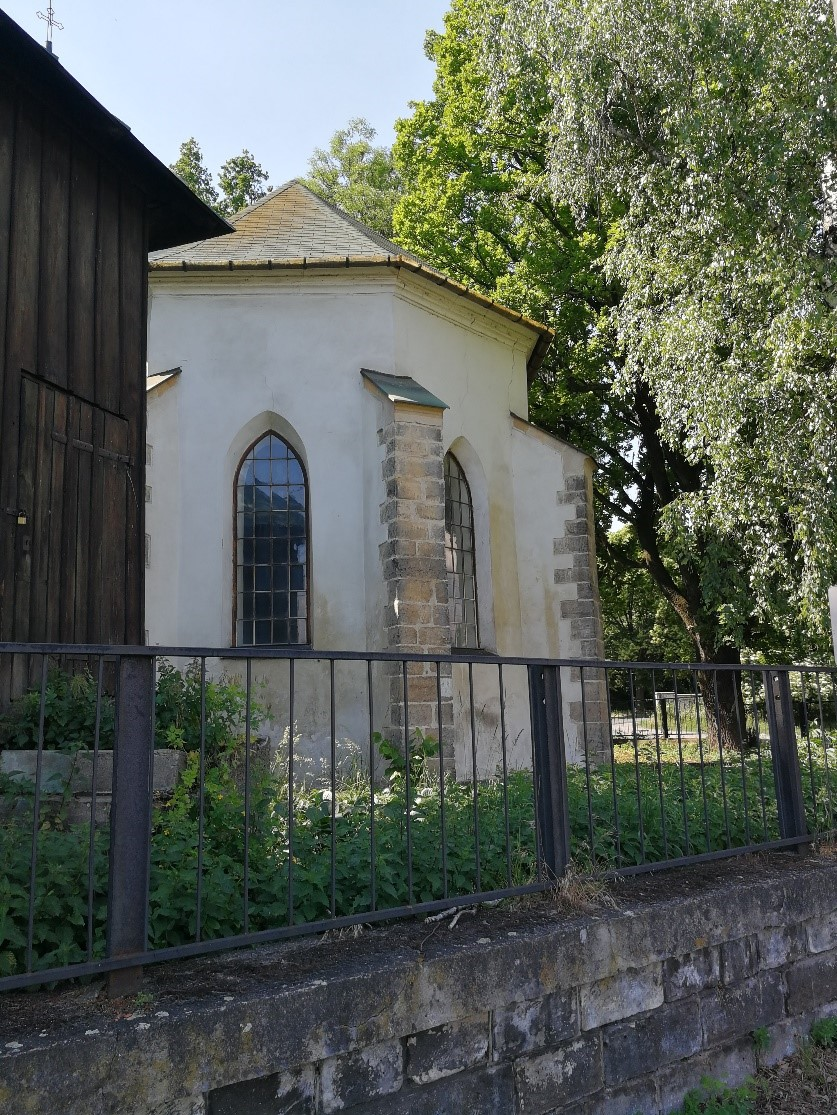
Presbytář
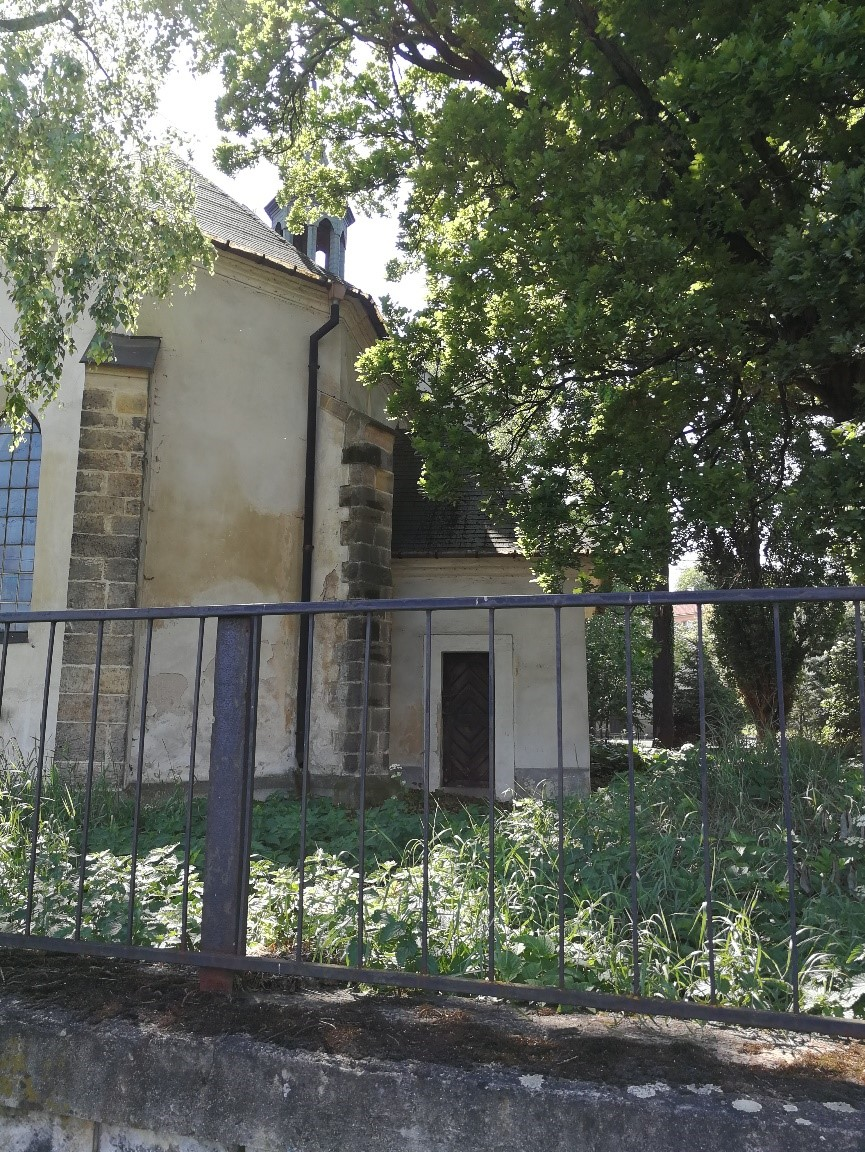
Presbytář se sakristií
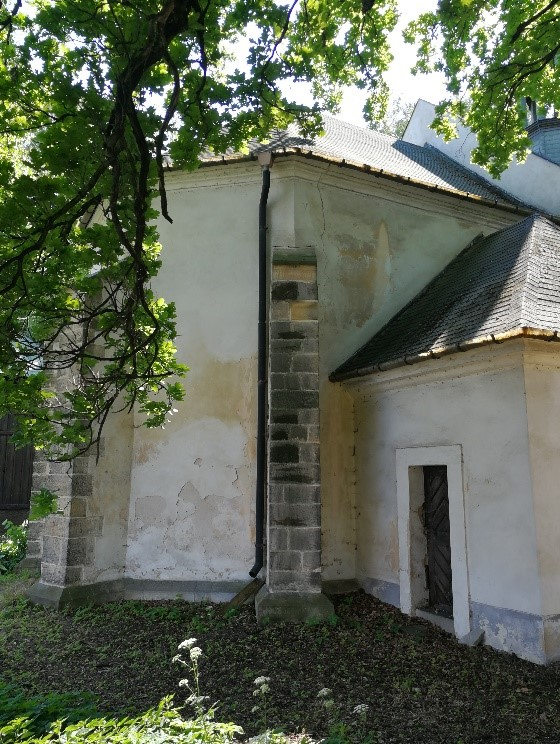
Vchod do sakristie
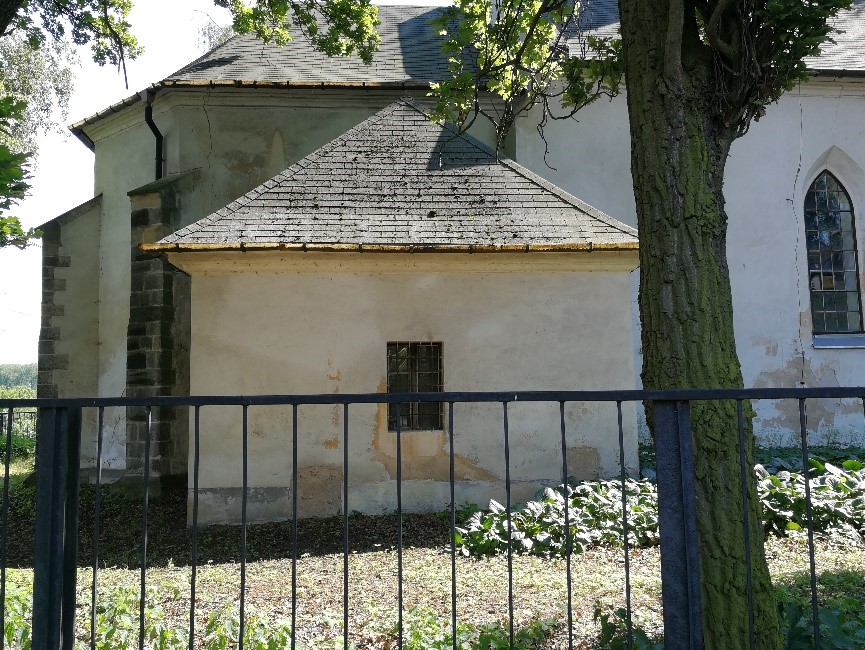
Sakristie
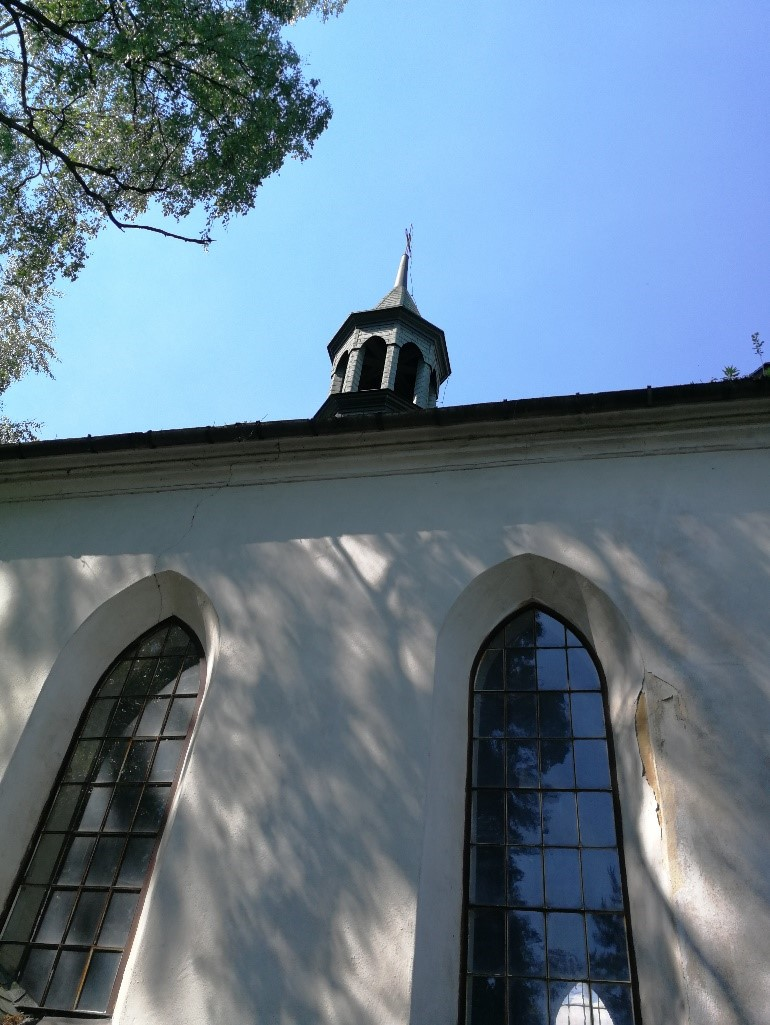
Sanktusník
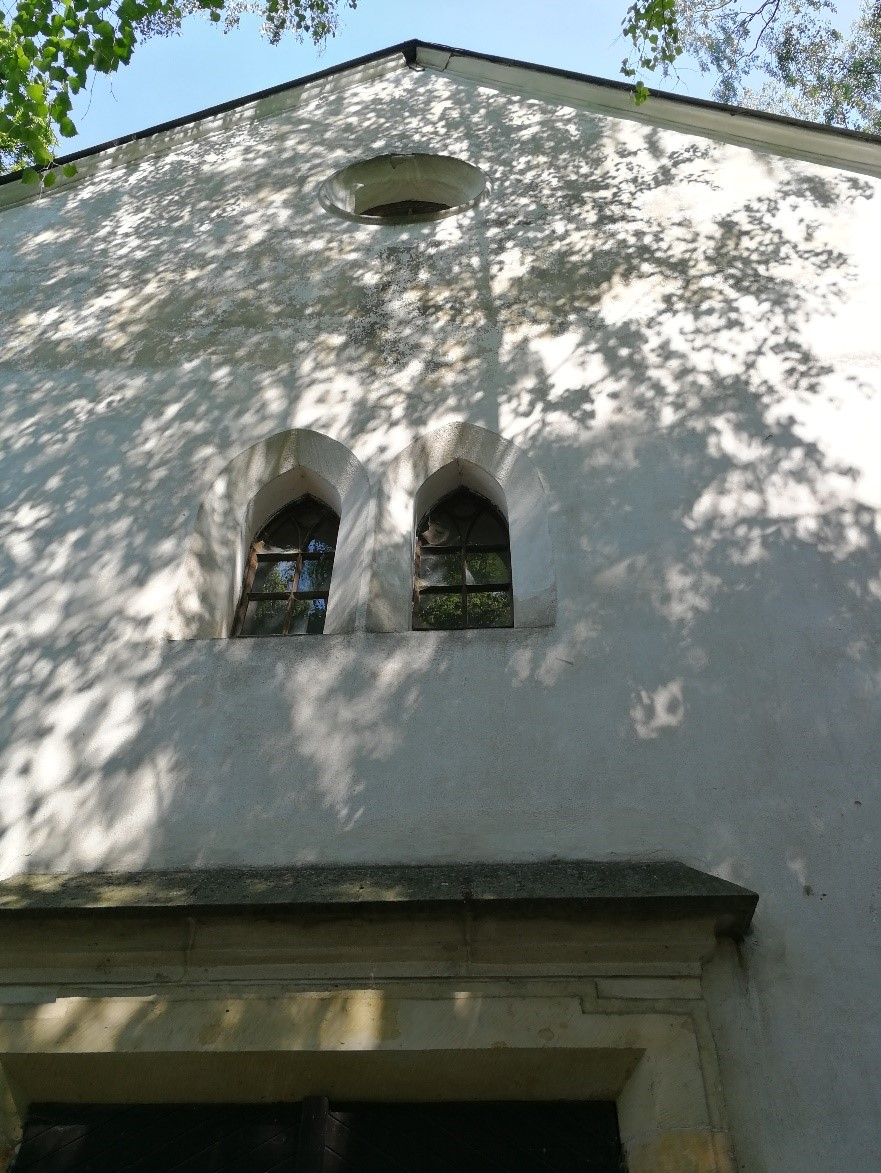
Sdružená okna a rozeta
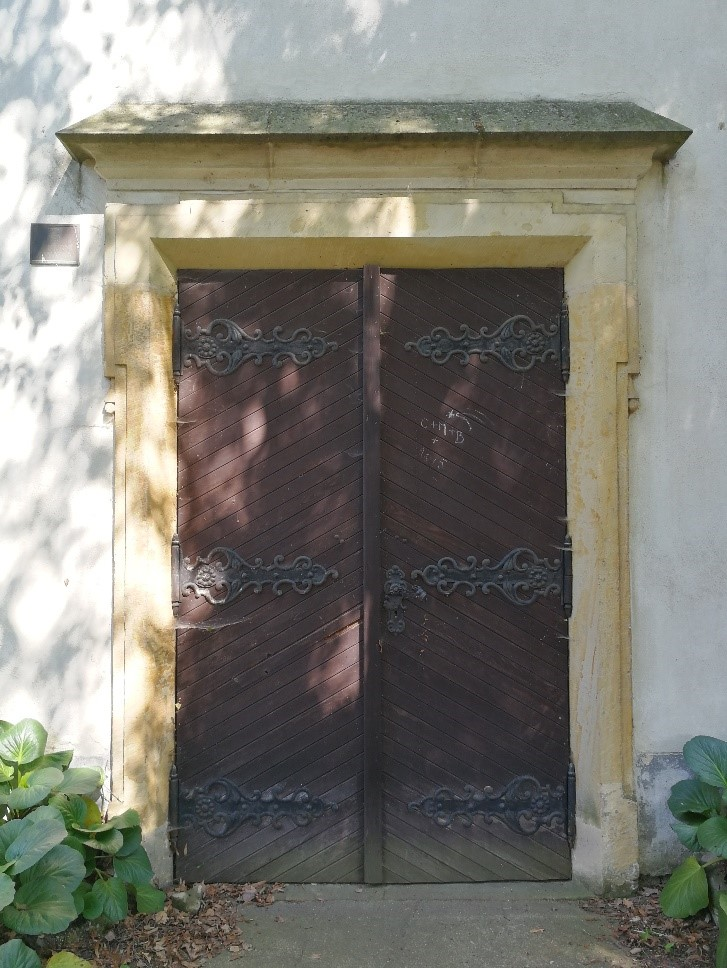
Portál
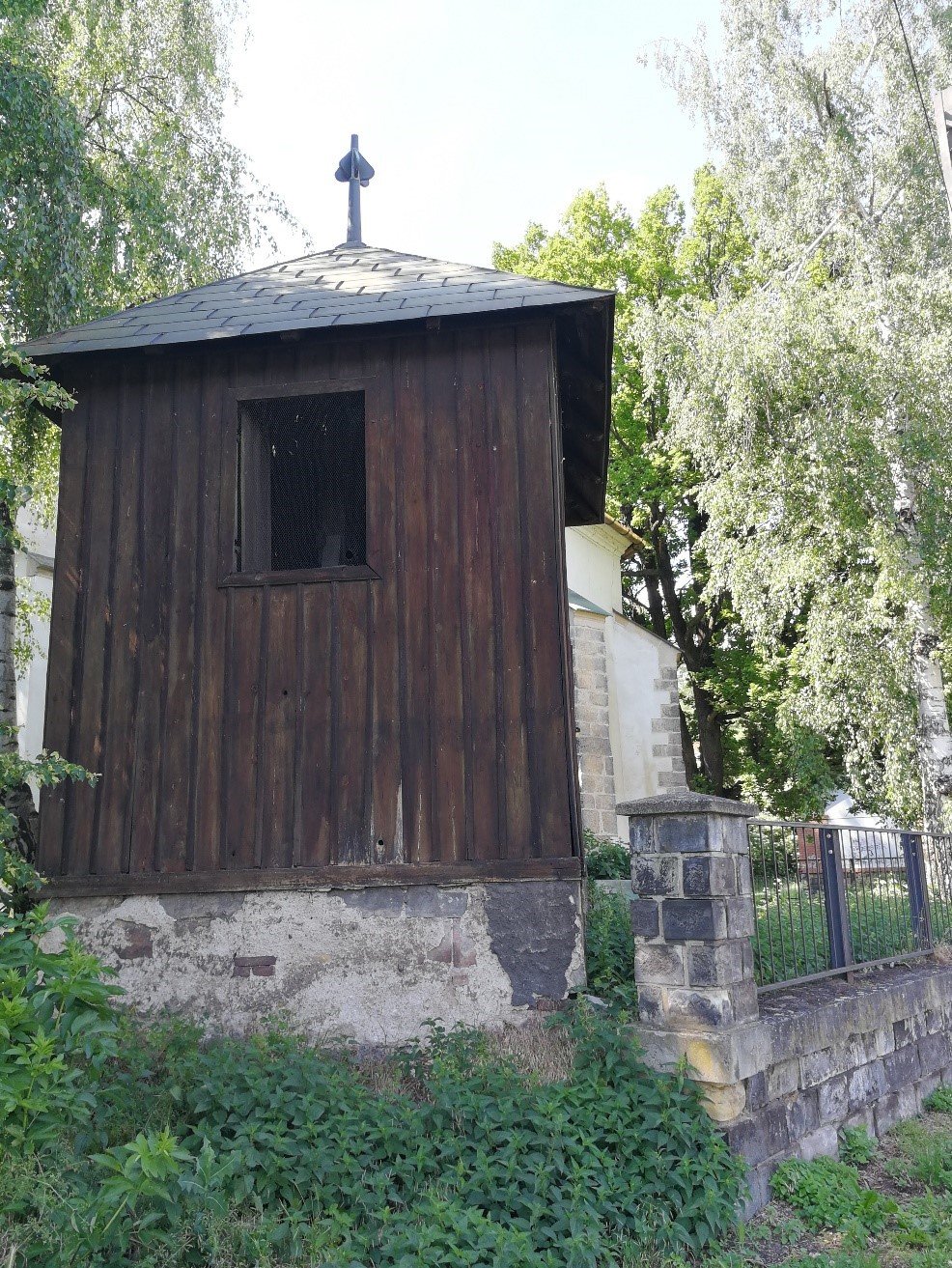
Zvonice
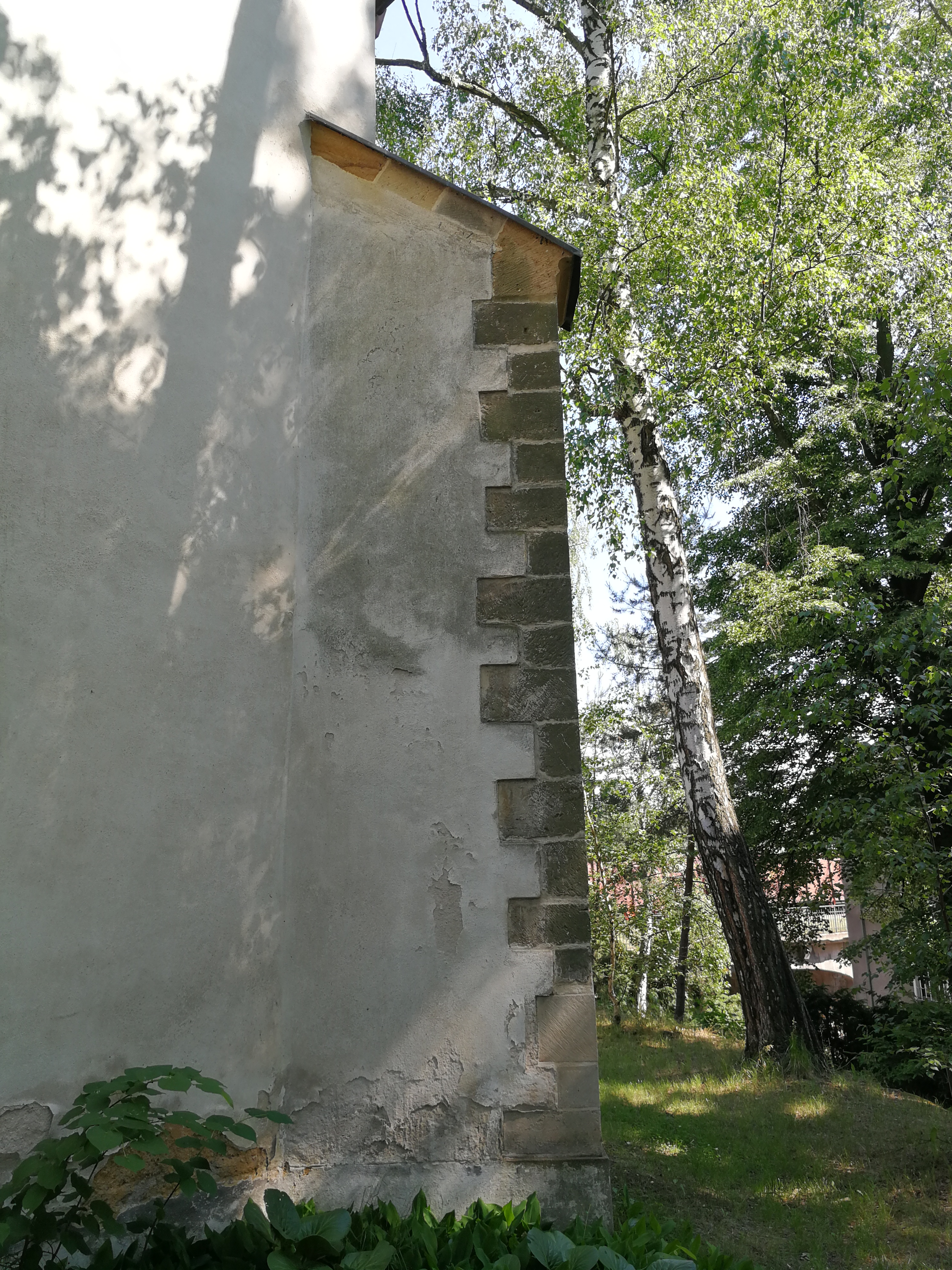
Opěrák
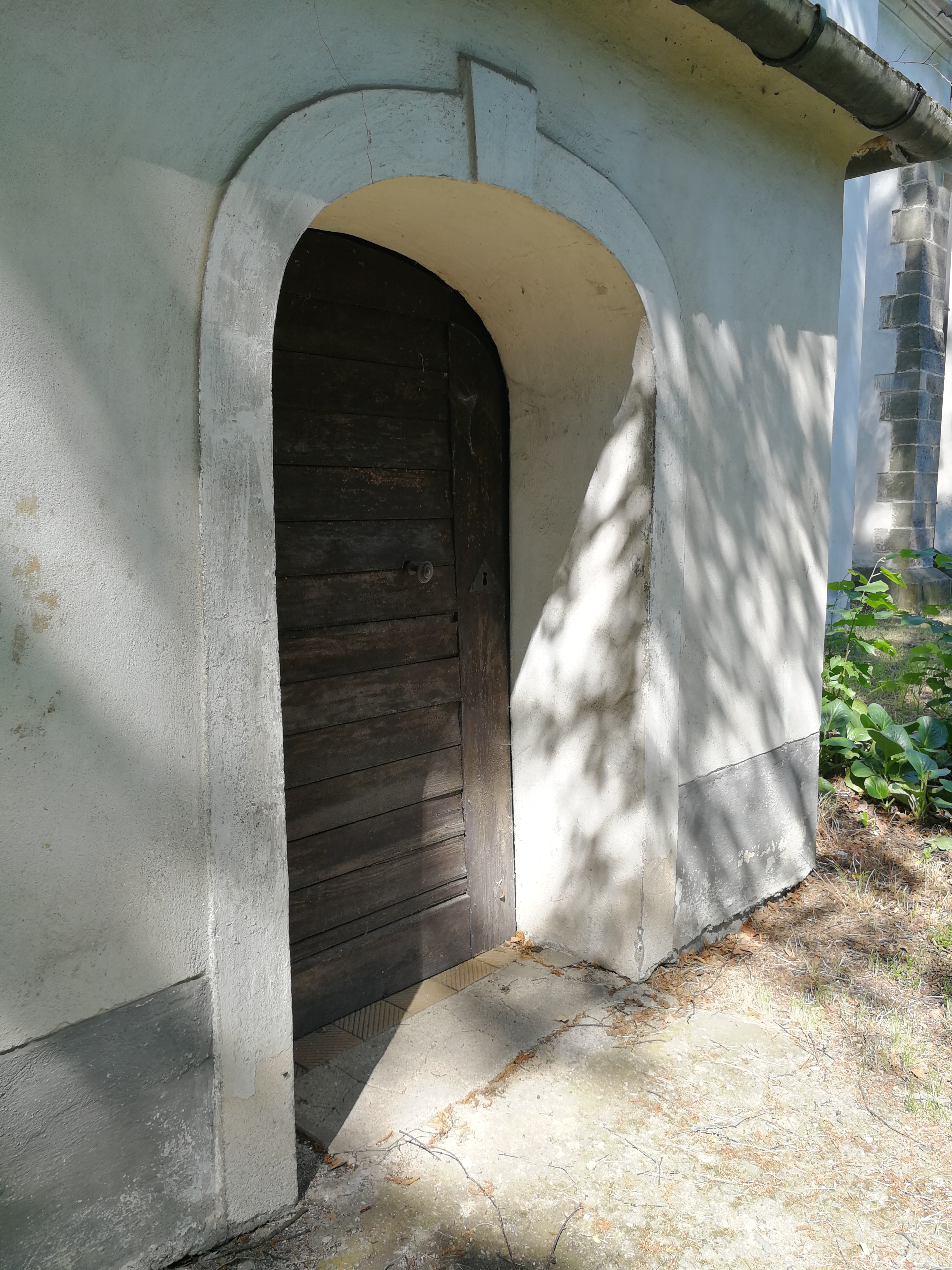
Vchod do předsíně